# Finneidfjord
Finneidfjord este o localitate din comuna Hemnes, provincia Nordland, Norvegia, cu o suprafață de  km² și o populație de  locuitori (2013).